# Татјана Јефименко
Татјана Јефименко (рус. Татьяна Александровна Ефименко; 2. јануар 1981 Бишкек, СССР) киргистанска је атлетичарка, специјалиста за скок увис.
Три пута, 2000. у Сиднеју, 2004. у Атини, 2000. у Пекингу се безуспешно такмичилала на Летњим олимпијаским играма.
Први успех на међународној сцени остварила је 1998 освојивши сребрну медаљу Светским играма младих, а бронзу на Светском првенству у атлетији за јуниоре.
Учествовала је на два Светска првенства на отвореном 1999. у Севиљи и 2005. у Халсинкију и три у дворани 2003. у Бирмингему, 2006. у Москви и 2008. у Валенсији. На свим првенствима није успела да се квалификује за финале.
Све златне и сребрне медаље освојила је на Азијском првенству на отвореном 4, у сали 2 и на Азијским играма такође 2.

## Лични рекорди
- на отвореном 1,97 — Рим, 11. јул 2003. НР
- у дворани 1,95 — Стокхолм, 2. фебруар 2006. НР

## Значајнији резултати
| Година | Такмичење                    | Место     | Пласман            | Резултат |
| ------ | ---------------------------- | --------- | ------------------ | -------- |
| 1998   | Светске игре младих          | Москва    |                    | 1,84     |
| 1998   | Светско првенство за јуниоре | анси      |                    | 1,84     |
| 1998   | Азијске игре                 | Бангкок   | 4. место           | 1,84     |
| 1999   | Светско првенство            | Севиља    | 31. место          | 1,80     |
| 2000   | Азијско првенство            | Џакарта   |                    | 1,80     |
| 2000   | Олимпијске игре              | Сиднеј    | Нема исправан скок | БП       |
| 2002   | Азијско првенство            | Коломбо   |                    | 1,92     |
| 2002   | Светски куп                  | Мадрид    | 5. место           | 1,91     |
| 2002   | Азијске игре                 | Бусан     |                    | 1,90     |
| 2003   | Светско првенство у дворани  | Бирмингем | 12 место           | 1,90     |
| 2004   | Олимпијске игре              | Атина     | 23. место          | 1,89     |
| 2005   | Светско првенство            | Хелсинкиi | Нема исправан скок | БП       |
| 2005   | Азијско првенство            | Инчон     |                    | 1,92     |
| 2006   | Азијско првенство у дворани  | Патаја    |                    | 1,91     |
| 2006   | Светско првенство у дворани  | Москва    | 16. место          | 1,86     |
| 2006   | Азијске игре                 | Доха      |                    | 1,91     |
| 2007   | Азијско првенство            | Аман      |                    | 1,94     |
| 2008   | Азијско првенство у дворани  | Доха      |                    | 1,91     |
| 2008   | Светско првенство у дворани  | Валенсија | 17. место          | 1,81     |
| 2008   | Олимпијске игре              | Пекинг    | Нема исправан скок | БП       |
| 2009   | Азијско првенство            | Гуангџоу  | 4. месзо           | 1,87     |
| 2010   | Азијске игре                 | Гуангџоу  | 5. место           | 1,87     |